# 完者台
完者台，又作完者哈敦（羅馬化：Öljei Khatun），蒙古斡亦剌部貴族，伊儿汗國汗妃，脱劣勒赤和阇阇干的孙女，不花帖木儿的女儿。
完者台嫁给伊儿汗旭烈兀的儿子蒙哥帖木兒为妻，蒙哥帖木儿的母亲是完者台的姑姑完者哈敦。蒙哥帖木儿三个正妻：完者台、阿必失哈敦、那真哈敦。蒙哥帖木儿去世后，完者台被蒙哥帖木儿的儿子按八儿赤所收继。